# Hartman Witwer
Hartman Witwer (także Hartmann) (ur. 1774 w Imst, zm. 9 lipca 1825 we Lwowie) – austriacki rzeźbiarz.

## Życiorys
Pochodził z rodziny rzeźbiarzy i budowniczych. Jego ojciec Joseph Anton (1751–1794) oraz młodsi bracia Jakob oraz Johann Michael (1775–1811) byli rzeźbiarzami. Studiował na Akademii Sztuk Pięknych w Wiedniu. Przybył do Lwowa około roku 1800, prawdopodobnie wraz z bratem Johannem Michaelem. Założyli pracownię rzeźbiarską przy ul. Łyczakowskiej 20. Zajmowali się rzeźbą nagrobkową na pobliskim Cmentarzu Łyczakowskim oraz wystrojem rzeźbiarskim lwowskich kamienic. Po przedwczesnej śmierci brata Hartman Witwer pracował samodzielnie. W czerwcu 1818 wstąpił do lwowskiego cechu murarzy i kamieniarzy.
Po roku 1820 współpracował z Antonem Schimserem (1790–1836). Zmarł wskutek epidemii tyfusu.
Autorstwo większości dzieł Witwera na Cmentarzu Łyczakowskim udało się ustalić dzięki książce Juliana Markowskiego wydanej w roku 1890.

## Dzieła

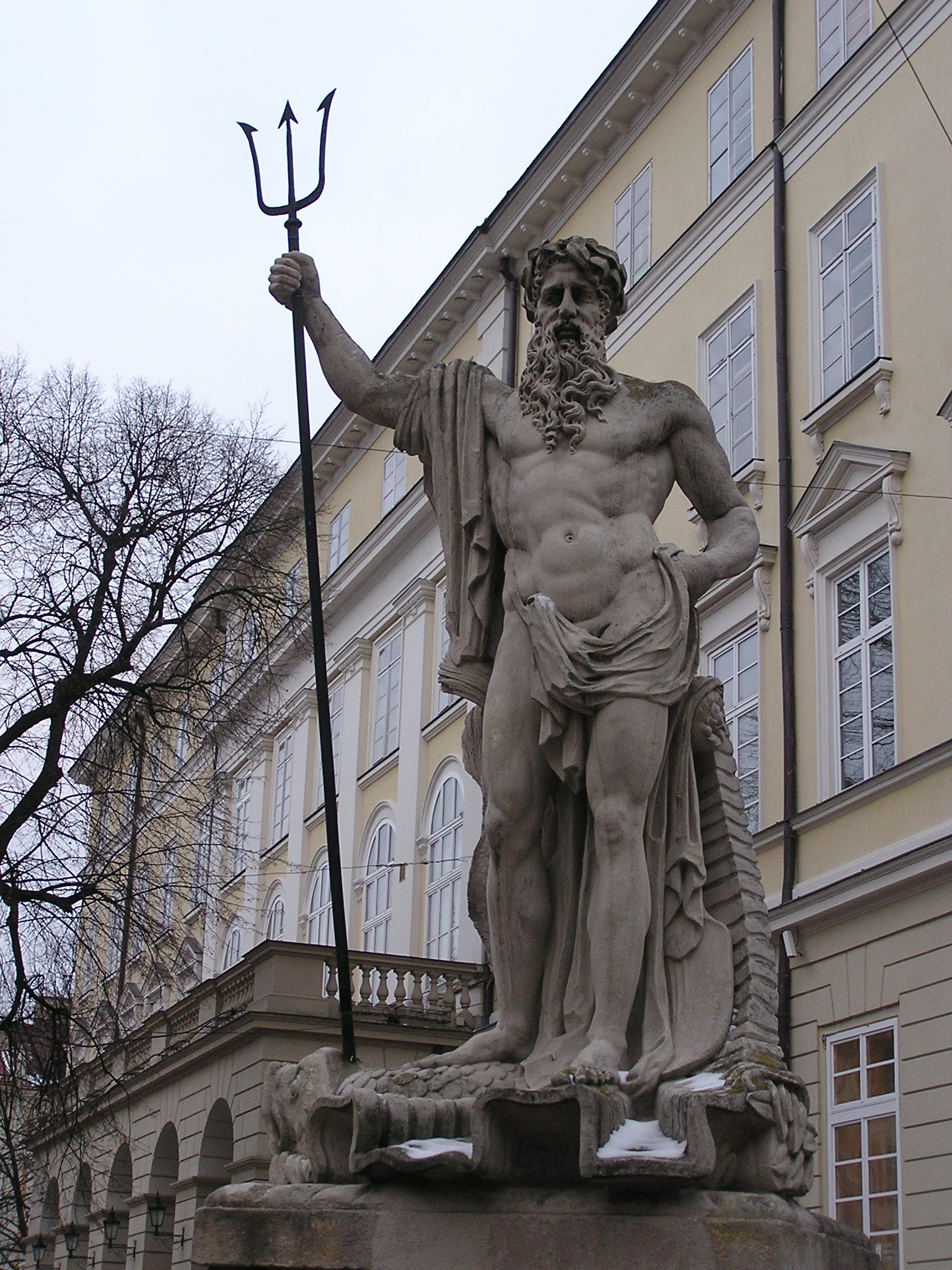
Neptun na lwowskim Rynku

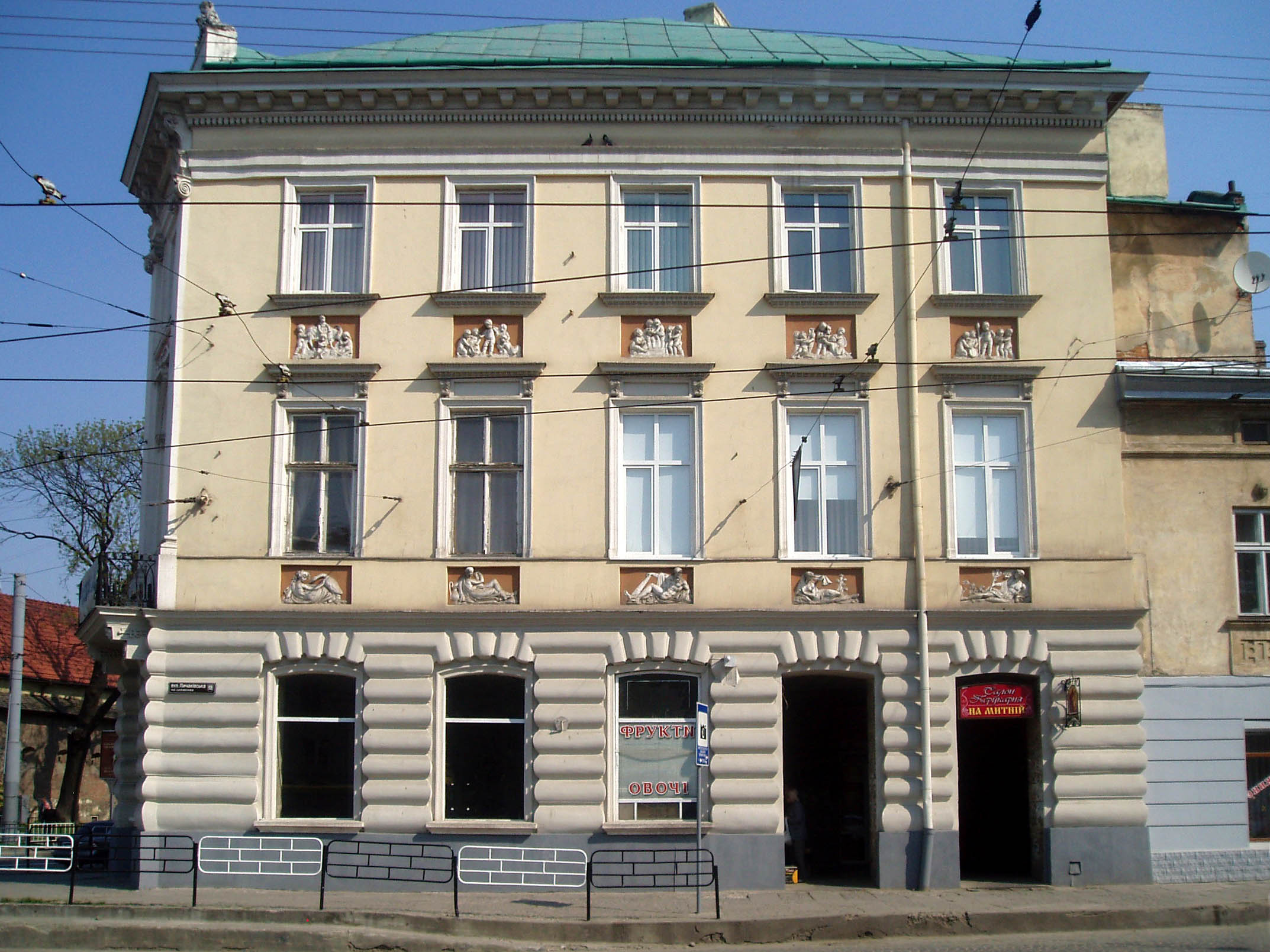
Fasada zakładu litograficznego Pillera

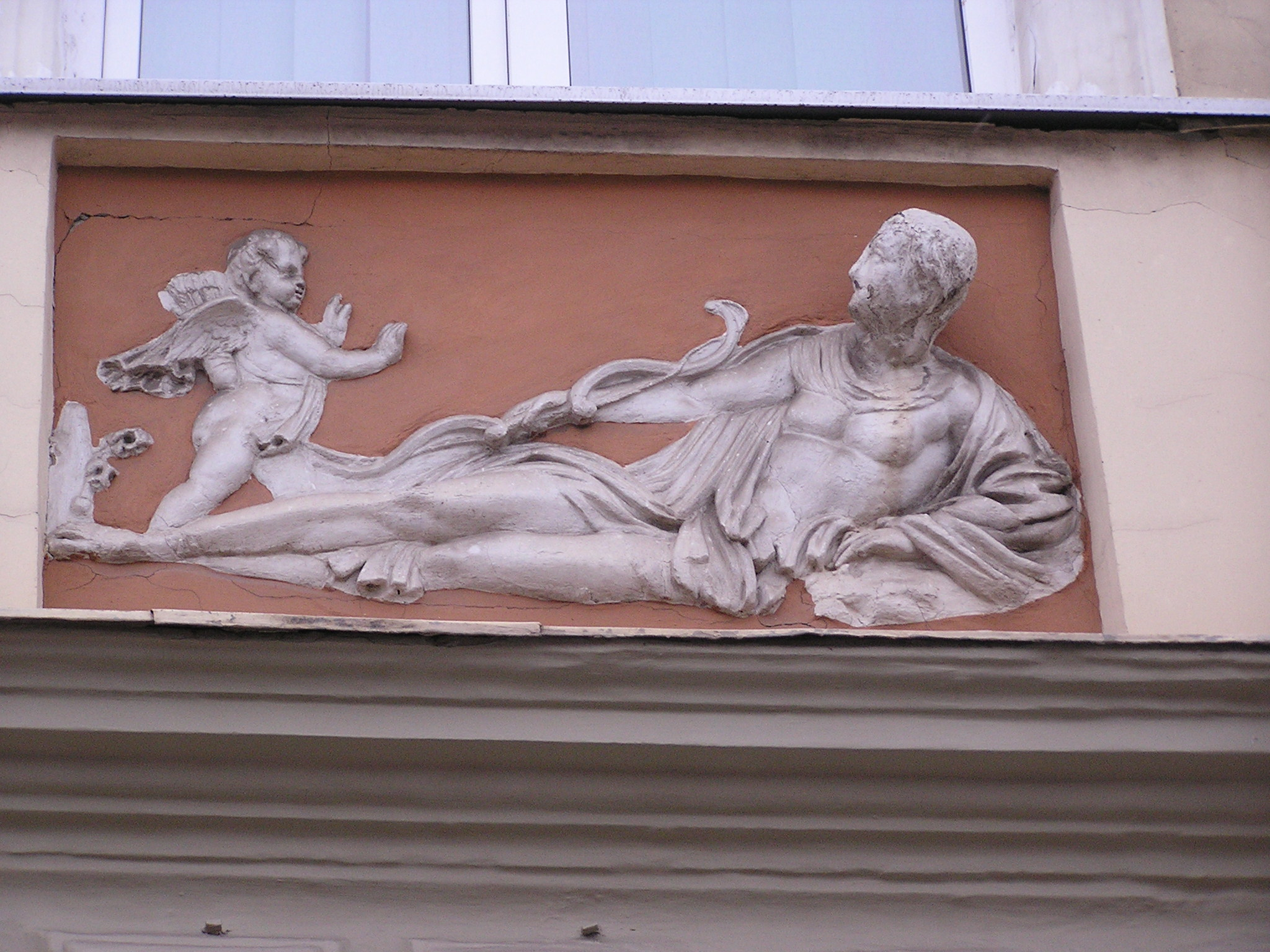
Szczegół fasady

### Fontanny na lwowskim Rynku
W latach 1810–1814 powstało najbardziej znane dzieło Witwera – rzeźby na studniach na czterech narożach Rynku. Przedstawiają mitologiczne postacie Neptuna, Diany, Amfitryty i Adonisa. Zostały wykute z wapienia.

### Wystrój budynków
- Kamienne głowy na konsolach kamienicy Komarnickich przy ulicy Halickiej 20 (1803). Przypisywane Witwerom ze względu na styl.
- 15 płaskorzeźb z postaciami antycznych bóstw i putti-rzemieślników na budynku zakładu litograficznego Piotra Pillera (później firma Piller-Neumann) ul. Wynnyczenko 8 (d. Czarnieckiego) róg Łyczakowskiej (1804-1805). Na środkowej attyce umieszczono rzeźby Marsa, Bellony i Ateny. Po bokach znajdują się posągi Demeter i Apollina. Narożną attykę zdobią postacie Merkurego i Gei.

- Wystrój pierwszej części kamienicy Johanna Hausnera i Vinzenta Wiolanda na Prospekcie Swobody 1 (d. Hetmańska) (1810-1811)
- Wystrój dawnego hotelu „De Russie”, na miejscu którego powstał Hotel George (1811).
- Dwa dolne rzędy płaskorzeźb na domu Mathiasa Bauera przy ul. Szewskiej 10 (lata 1810te)
- Dom Antoniny Kowerwein na ulicy Ormiańskiej 21 z płaskorzeźbami (lata 1810te)
- Płaskorzeźba Chronosa pośrodku fasady domu przy ul. Ormiańskiej 23 (lata 1810te)
- Wystrój budynku przy dzisiejszej ul. Czarnomorskiej 4 (lata 1810te) – zniszczony w roku 1943
- Posąg Fortuny na domu przy ul. Piekarskiej 13 (1810-1814)
- Posąg Marsa przy ul. Teatralnej 10 (d. Rutowskiego)

### Rzeźby nagrobne
Na cmentarzu Łyczakowskim
- Na grobie Rozalii Wartanowicz (1800-1802) – pole 10
- Kamienny krzyż spowity w żałobny całun na grobie Ewy Podolskiej (1800-1802) – pole 2
- Obelisk na grobie gubernatora Galicji Johanna Geistrucka (1801) – pole 10
- Nagrobek Urszuli Głogowskiej (1803)
- Nagrobek Marii Anny Ponińskiej z Kalinowskich (1805) – pole 7 – z figurą Matki Boskiej na kuli ziemskiej
- Nagrobek Andreasa Wagnera (1805)
- Nagrobek Józefa Wenzla (1808)
- Nagrobek Sydonii ze Starzyńskich i Józefa Wojnarów (po 1897) – pole 12; figura kobiety gaszącej pochodnię (pierwotnie być może żuraw) przypuszczalnie jest fragmentem nie zachowanej 5-postaciowej kompozycji z innego grobu, być może Katarzyny Jabłonowskiej (1808)
- Nagrobek J. Pieczonki – pole 71; figura kobiety trzymającej urnę przypuszczalnie jest fragmentem nie zachowanej 5-postaciowej kompozycji z innego grobu, być może Katarzyny Jabłonowskiej.
- Grobowiec G. Towarnickiego (dwie stojące obok niego anonimowe figury)
- Nagrobek anonimowy – pole 10
- Nagrobek Józefa Schabingera (1808), przedstawiający postać pięknej kobiety-płaczki.

Pomniki wykonane przy współpracy Antona Schimsera w ostatnim okresie życia:
- Nagrobek profesora uniwersytetu Johanna Machana (1824)
- Nagrobek Petroneli Kulczyckiej (1820)
- Nagrobek Zofii Siegel (1821)
- Nagrobek Amelii Gołębskiej (1825)
- Cztery anonimowe nagrobki w polu 7 (1820-1825).

Nagrobki w różnych miejscowościach
- Nagrobek Antoniny Raciborowskiej (1809) w kościele w Milatynie Nowym
- Nagrobek hr. Katarzyny Jabłonowskiej z Ossolińskich w Katedrze łacińskiej we Lwowie (1805-1806)
- Nagrobek Konstancji 1v Bielskiej 2v Rogalińskiej w Bielawińcach koło Buczacza.